# Gaislachkogel
Der Gaislachkogel (auch Hinterer Geislachkogel, Gaislacher Kogel oder Geislacher Kogel) ist ein 3056 m ü. A. hoher Berg in den Ötztaler Alpen in Tirol, Österreich. Er befindet sich westlich von Sölden im Ötztal und nördlich des Venter Tals. Der nächsthöhere Berg ist die Äußere Schwarze Schneid (3255 m), die in 2,5 Stunden über den westlichen Grat erreicht werden kann. Südöstlich ist der 2982 m hohe Vordere Geislachkogel vorgelagert.
Ein markierter Wanderweg führt von Süden durch das Gaislachkar mit dem Gaislacher See (auch Geislachsee, 2704 m) zum Gipfel, ein weiterer von Nordosten.
2015 wurden am Gaislachkogel mehrere Szenen für den Film James Bond 007: Spectre beim Gipfelrestaurant Ice Q des Architekten Johann Obermoser gedreht, wo am 12. Juli 2018 die James Bond Erlebniswelt „007 Elements“ eröffnet wurde.

## Gaislachkogelbahn
Die Gaislachkogelbahn führt von Sölden bis auf 3040 m, knapp unter den Gipfel, der von der Bergstation leicht bestiegen werden kann.
Am Gaislachkogel befindet sich ein Skigebiet, das mit dem Giggijoch-Skigebiet verbunden ist.
Im Jahr 1971 wurden die Schigebiete Gaislachkogel und Hochsölden zusammengeschlossen. Ein Jahr später wurde die Ötztaler Gletscherstraße zum Rettenbachferner gebaut. Damit war das Skigebiet Sölden erstmals eine Zeitlang ganzjährig schneesicher. Der Sommerbetrieb musste allerdings aufgrund der Klimaerwärmung Anfang der 1990er Jahre wieder eingestellt werden.
Die 1966 unter der Bezeichnung Ötztaler Gletscherbahn erbaute Bahn wurde erstmals 1988 durch eine neue Bahn ersetzt. Das Modell war eine damals spektakuläre und bis heute äußerst selten gebaute (die einzige in Österreich) Doppelseilumlaufbahn – ein Vorgänger der heute eingesetzten Funitel-Bahnen. Die Bahn mit einem 16 Kilometer langen Seil gewährte eine hohe Stabilität und eine große Förderkapazität, brachte aber hohe Verschleißkosten mit sich. So musste das lange Seil alle 4 bis 6 Jahre ausgetauscht werden. Das führte dazu, dass diese Bahn bereits 2010 wieder erneuert wurde. Dabei ersetzte man die erste Sektion durch eine 8er-Einseilumlaufbahn und die zweite Sektion durch eine 3S-Bahn, auf welcher ebenfalls eine Szene für den Film James Bond 007: Spectre gedreht wurde.

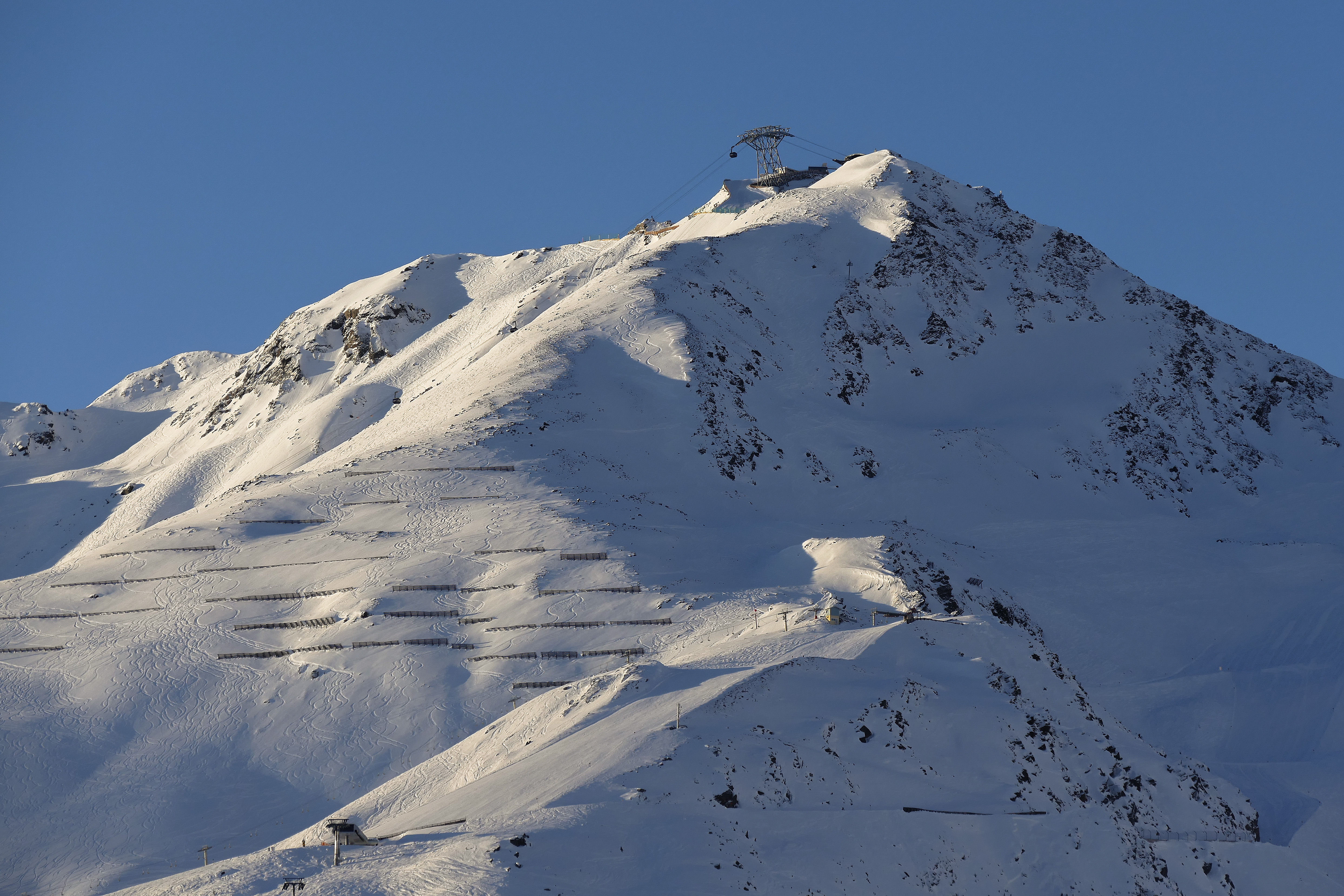
Der Gaislachkogel von Hochsölden aus gesehenDer Gaislachkogel von Hochsölden aus gesehen
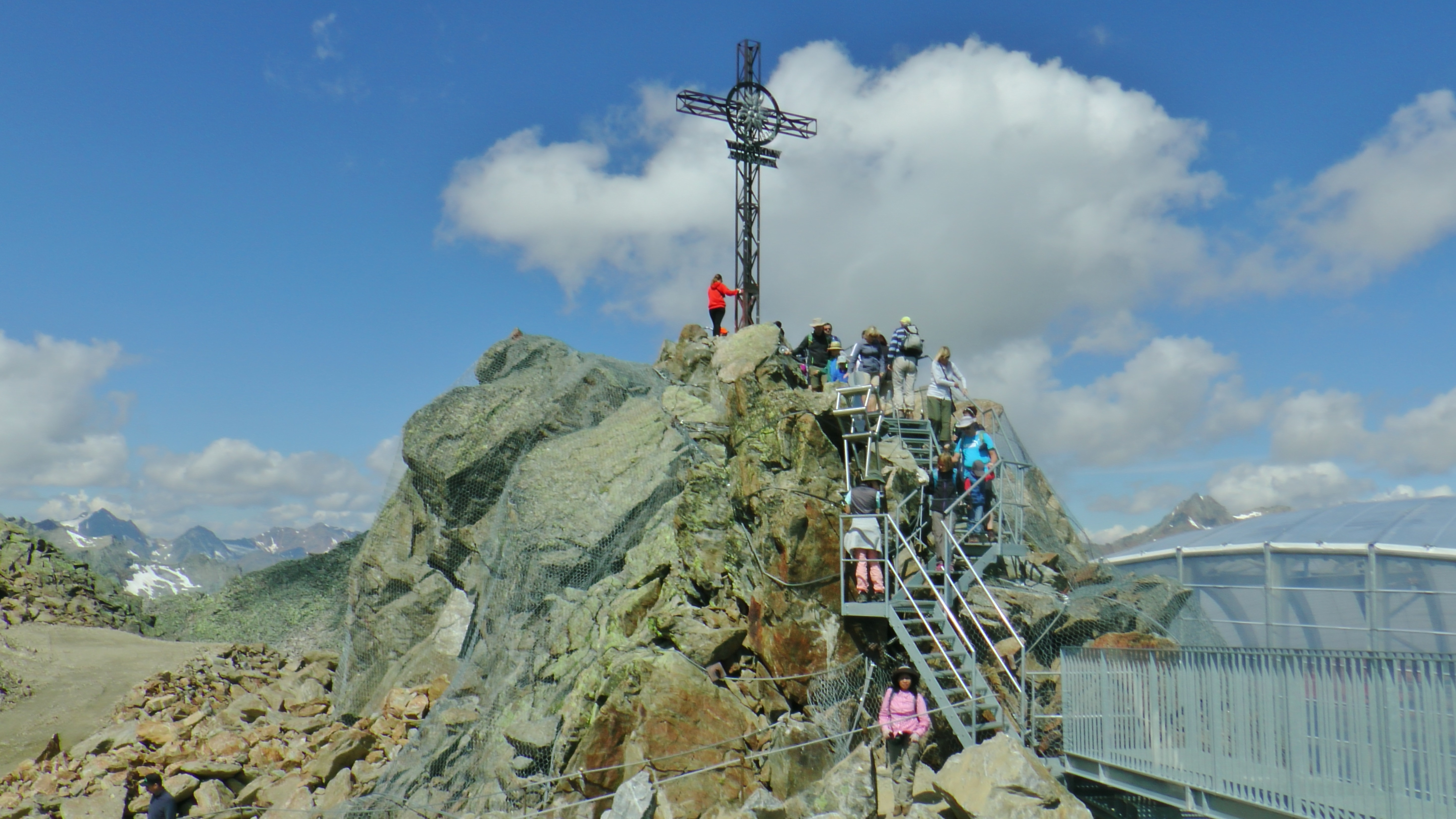
Gipfel
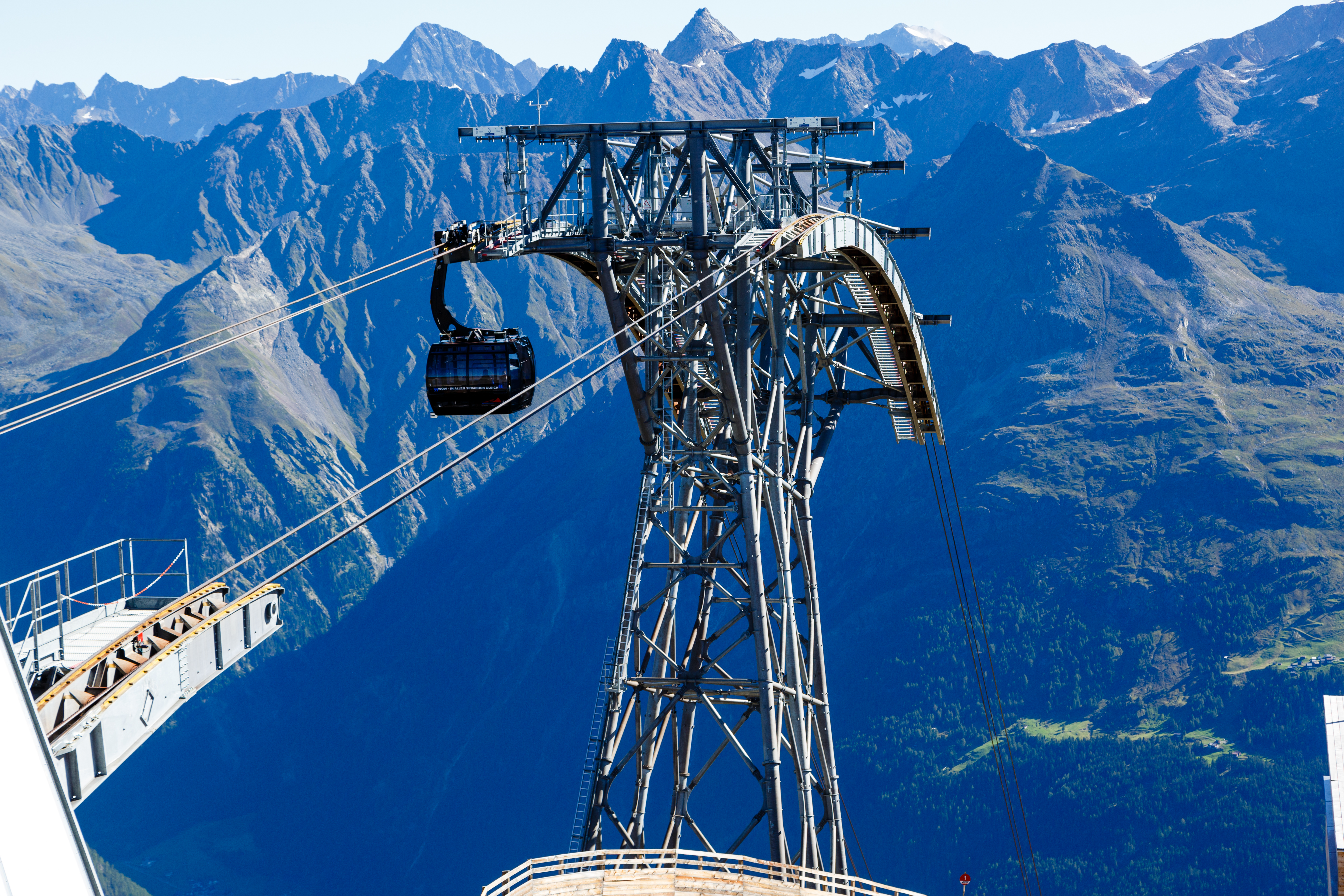
Gaislachkogelbahn am Gipfel
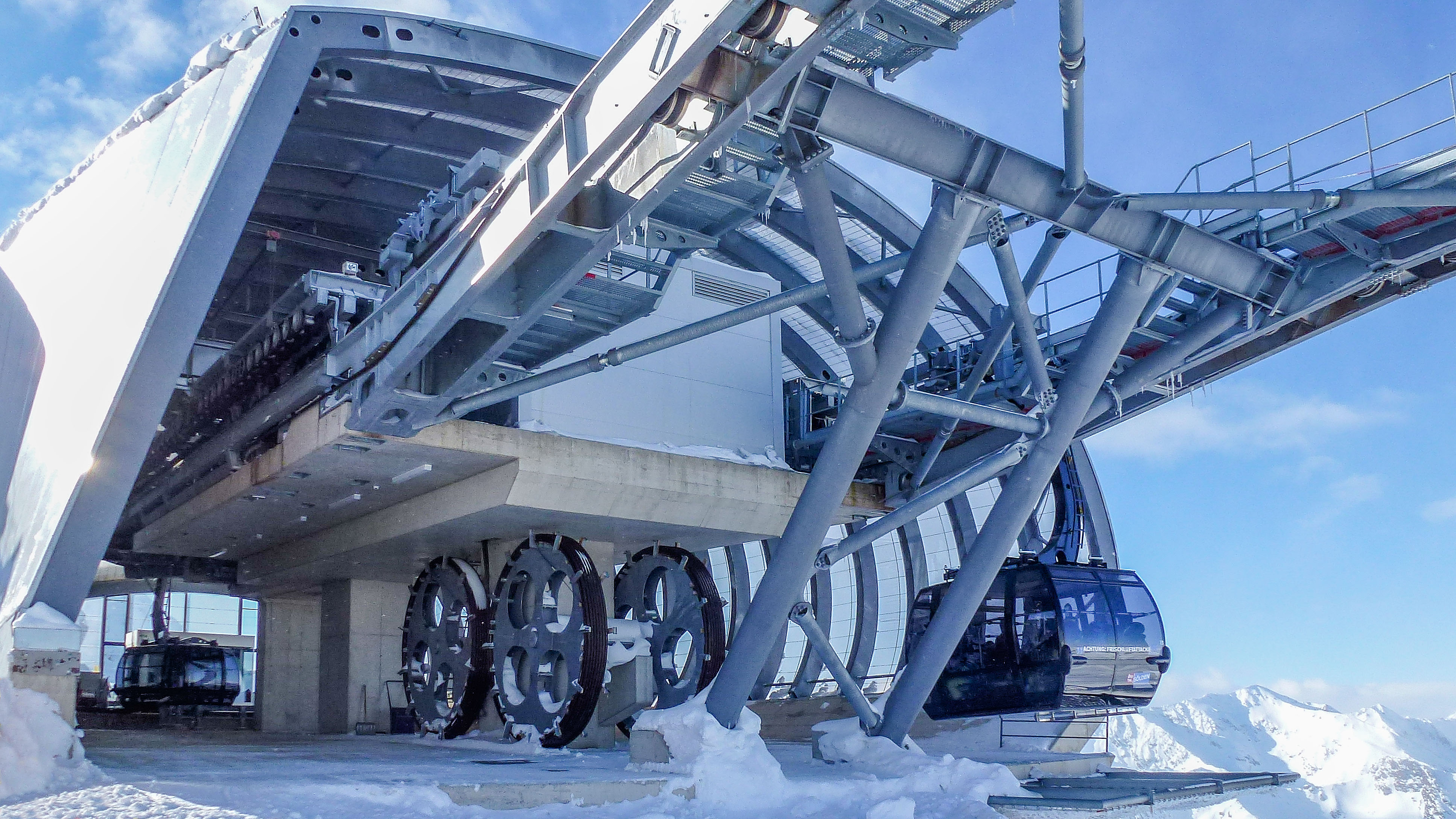
Die Gaislachkogel-Bergstation
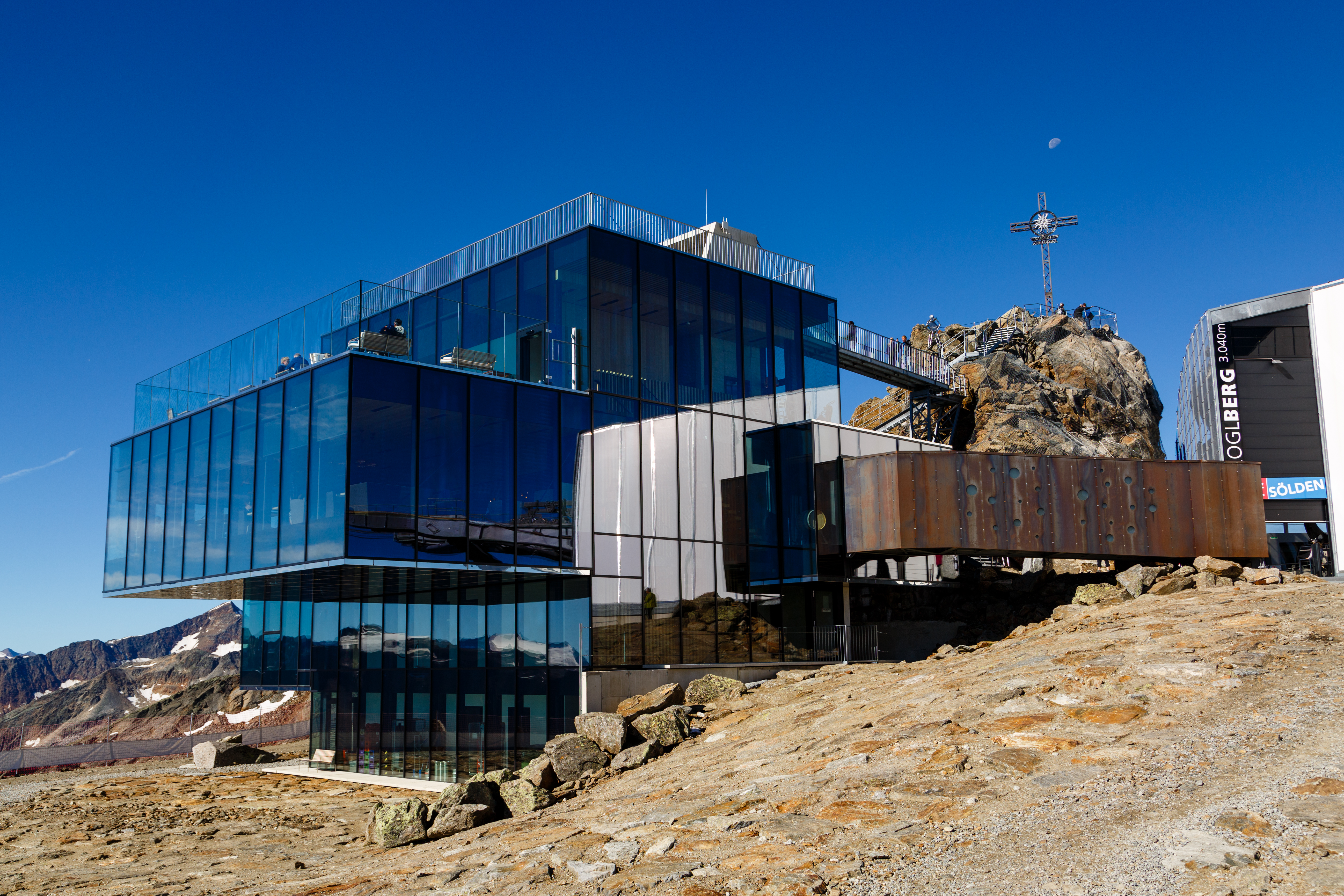
Das Gipfelrestaurant Ice Q am Gaislachkogel